# Dan Patch Awards
Dan Patch Awards är en årlig utmärkelse inom nordamerikansk travsport som skapades 1985 av medlemmar i United States Harness Writers Association (USHWA). Deras medlemmars beslut stöds av American Harness Racing Secretaries plus logistisk expertis som tillhandahålls av United States Trotting Association.
Det är USA:s motsvarighet till den svenska Hästgalan. 

## Kategorier
| Travhästar                                    | Passgångshästar                             |
| --------------------------------------------- | ------------------------------------------- |
| American Harness Horse of the Year            |                                             |
| Dan Patch Trotter of the Year Award           | Dan Patch Pacer of the Year Award           |
| Dan Patch Award for 2-Year-Old Trotting Colt  | Dan Patch Award for 2-Year-Old Pacing Colt  |
| Dan Patch Award for 2-Year-Old Trotting Filly | Dan Patch Award for 2-Year-Old Pacing Filly |
| Dan Patch Award for 3-Year-Old Trotting Colt  | Dan Patch Award for 3-Year-Old Pacing Colt  |
| Dan Patch Award for 3-Year-Old Trotting Filly | Dan Patch Award for 3-Year-Old Pacing Filly |
| Dan Patch Award for Older Male Trotter        | Dan Patch Award for Older Male Pacer        |
| Dan Patch Award for Older Female Trotter      | Dan Patch Award for Older Female Pacer      |

| Personer                                                                       |
| ------------------------------------------------------------------------------ |
| Dan Patch Achievement Award                                                    |
| Dan Patch Owner of the Year Award                                              |
| Dan Patch Breeder of the Year Award                                            |
| Dan Patch Trainer of the Year Award (segraren får mottaga Glen Garnsey Trophy) |
| Dan Patch Driver of the Year Award                                             |
| Dan Patch Rising Star Award                                                    |
| Dan Patch Breakthrough Award (segraren får mottaga Lew Barasch Trophy)         |
| Dan Patch Caretaker of the Year Award                                          |
| Dan Patch Broodmare of the Year Award                                          |
| Dan Patch Humanitarian Award                                                   |
| Dan Patch Fan Award                                                            |
| Dan Patch Unsung Hero Award                                                    |
| Dan Patch Good Guy Award (segraren får mottaga William. R. Haughton Trophy)    |